# Ocean Heights
Pour les articles homonymes, voir Océan (homonymie).
L'Ocean Heights est un gratte-ciel résidentiel construit de 2007 à 2010 dans le quartier de la Marina, à Dubaï (Émirats arabes unis). Par la suite, le promoteur, DAMAC, a construit un autre gratte-ciel de hauteur similaire à proximité, DAMAC Residenze. 